# Саді Намазов
Саді Намазов (азерб. Sadi Namazov; нар. 1970) — азербайджанський майстер бойових мистецтв, багаторазовий чемпіон світу та Європи з карате та судо, тренер спортивного клубу «Нефтчі». Відомий своїми перемогами на міжнародних турнірах, зокрема здобуттям золотого поясу на 13-му чемпіонаті світу з судо у 2024 році.

## Біографія
Саді Намазов народився в 1970 році в Азербайджані. На момент 2025 року йому 54 роки. Він представляє національну збірну Азербайджану та виступає за клуб «Нефтчі». Його спортивна кар'єра охоплює понад два десятиліття активних виступів на міжнародній арені.

## Спортивна кар'єра

### Карате
Саді Намазов є багаторазовим призером та переможцем міжнародних турнірів з карате:
- 2016: Золота медаль у ваговій категорії 85 кг на чемпіонаті світу з карате в Бургасі, Болгарія.[1]

- 2016: Переможець у змаганнях з ката на 5-му чемпіонаті Європи WJKA в Черкасах, Україна.[2]

- 2017: Чемпіон Європи на 7-му чемпіонаті SKDUN у Суботиці, Сербія.[3]

- 2016: Бронзова медаль у категорії ветеранів (40–49 років, понад 85 кг) на 24-му чемпіонаті світу з шотокан карате в Бургасі, Болгарія.[4]

### Судо
У листопаді 2024 року Саді Намазов здобув золоту медаль та пояс Grand Champion на 13-му чемпіонаті світу з судо, що проходив у Падерборні, Німеччина. У фіналі він переміг шведського спортсмена Короша Дородсона, пройшовши перед цим п’ять поєдинків, включаючи кваліфікаційні та групові етапи.

## Тренерська діяльність
Окрім змагальної кар'єри, Саді Намазов активно займається тренерською діяльністю у спортивному клубі «Нефтчі». Його вихованці регулярно здобувають медалі на міжнародних турнірах, зокрема на чемпіонатах у Болгарії та інших країнах.

## Визнання
Саді Намазов є одним із найуспішніших азербайджанських спортсменів у сфері бойових мистецтв. Його досягнення сприяють популяризації карате та судо в Азербайджані та за його межами.